# Überschlüsselung
Überschlüsselung (auch Überverschlüsselung oder Überchiffrierung; englisch superencipherment; französisch surchiffrement) wird in der Kryptologie eine zusätzliche (zumeist zweite) Stufe einer Verschlüsselung genannt.
Der Begriff wird insbesondere in Zusammenhang mit klassischen Methoden der Kryptographie und Handschlüsseln, also manuell, häufig mit Bleistift und Papier, durchgeführten Verschlüsselungen verwendet.

## Prinzip

Durch Verschlüsselung wird aus einem Klartext mithilfe eines Schlüssels ein Geheimtext erzeugt. Bei Überschlüsselung wird dieser Geheimtext (zumeist mithilfe eines anderen Verfahrens) ein zweites Mal verschlüsselt.

Nachdem ein Klartext mithilfe eines ersten Verfahrens verschlüsselt worden ist und so ein erster Geheimtext erzeugt wurde (Bild), wird dieser erste Geheimtext – zumeist mithilfe einer anderen Methode – ein zweites Mal verschlüsselt, was man Überschlüsselung nennt. Hierdurch wird eine verbesserte kryptographische Sicherheit, also ein besserer Schutz gegen unbefugte Entzifferung angestrebt und in den meisten Fällen auch erreicht. Das Verfahren insgesamt ist also dadurch in der Regel sicherer und kann weniger leicht gebrochen werden.

## Geschichte
Diese Methode ist vor allem aus historischer Sicht zu betrachten, kann aber auch in der Moderne, speziell bei von Hand durchzuführenden Verschlüsselungen beobachtet werden. Klassisch ist die Verwendung eines Codebuchs, um Nachrichten zu verschlüsseln. Im einfachsten Fall wird eine Nachricht wie beispielsweise „Komme heute“ mit dem Code „AAA“ codiert. Als Überschlüsselungsmethode könnte man nun eine Caesar-Verschlüsselung nachschalten. Mit dem Cäsar-Schlüssel C=3 würde dann „AAA“ hier zu „DDD“ überschlüsselt werden. Es sind beliebige Kombinationen von Grundverschlüsselung (erste Stufe) und Überverschlüsselung denkbar.
Kurz nach dem Ersten Weltkrieg wurden diplomatische Codes mithilfe von sogenannten „i-Würmern“ (individuelle Würmer, gemeint sind Zufallstexte aus Ziffernfolgen) überverschlüsselt. Ein Beispiel ist das von den britischen Codebreakers als „Floradora“ bezeichnete deutsche Verfahren.
Während des Zweiten Weltkriegs benutzte die deutsche Kriegsmarine den Wetterkurzschlüssel, ein spezielles Codebuch, zur Verschlüsselung von Wettermeldungen. Zur Überschlüsselung wurde die Enigma-Maschine eingesetzt.
Im Kalten Krieg, in den 1950er-Jahren, benutzte der für die Sowjetunion spionierenden finnisch-russische Agent Reino Häyhänen (Deckname: VICTOR; Abkürzung: VIC) eine spezielle Spionagechiffre, die VIC-Chiffre, bei der sogar mehrfache Überschlüsselung genutzt wurde.

## Heutige Bedeutung
Bei Maschinenschlüsseln und speziell bei modernen Computer-gestützten Verschlüsselungs-Algorithmen, die ohnehin aus zumeist vielen (dutzenden) von Verschlüsselungsrunden bestehen, ist dieser Begriff obsolet, da mögliche Überschlüsselungen in dem Fall auch als integraler Bestandteil der Methode aufgefasst werden können.
Eine Ausnahme stellt jedoch das Festplattenverschlüsselungstool VeraCrypt und dessen Vorgänger TrueCrypt dar: Diese beiden Softwaresysteme bieten optional die Nacheinanderausführung mehrerer Verschlüsselungsalgorithmen an. So können beispielsweise die Nutzdaten zuerst mit Twofish verschlüsselt werden, und der dabei entstehende Geheimtext noch mit AES überschlüsselt werden, bevor er auf die Festplatte geschrieben wird (es sind auch andere Algorithmen und vertauschte Reihenfolge möglich).